# Polymetme elongata
Polymetme elongata är en fiskart som först beskrevs av Matsubara, 1938.  Polymetme elongata ingår i släktet Polymetme och familjen Phosichthyidae. Inga underarter finns listade i Catalogue of Life.